# Пафиако
Пафиако (на гръцки: Παφιακό) e футболен стадион, намира се в град Пафос, Кипър. Служи за домакинските срещи на ФК Пафос, а преди това на вече несъществуващите АПОП Пафос и Евагорас. Стадиона е построен през 1985 г. и е с капацитет 9394 места. През 1992 г. приема три мача от европейското първенство до 19 години. На стадиона се провеждат и музикални събития.